# Tapilula
Tapilula è un comune del Messico, situato nello stato di Chiapas.